# Павел Віздал
Павел Віздал (словац. Pavel Vizdal) — словацький дипломат. Надзвичайний і Повноважний Посол Словацької Республіки в Грузії (2019—2023). Надзвичайний і Повноважний Посол Словацької Республіки в Україні (з 2024).

## Життєпис
Народився у Львові. Закінчив Трнавський університет, факультет політичних наук та Київський славістичний університет, кафедра історії.
У 1997—1999 рр. — Провідний спеціаліст/спеціаліст відділу FIELD, а пізніше 3-го територіального відділу (країни Східної, Південно-Східної Європи та Балкан) Міністерства закордонних справ Словацької Республіки
У 1999—2003 рр. — Третій секретар політичного відділу Посольства Словацької Республіки в Києві
У 2003—2005 рр. — Головний державний радник, третій секретар/другий секретар Міністерства закордонних справ Словацької Республіки
У 2005—2009 рр. — Заступник Посла, другий секретар/перший секретар Посольства Словацької Республіки в Делі, Індія.
У 2009—2012 рр. — Головний державний радник, перший секретар, Заступник директора Департаменту кризового менеджменту Міністерства закордонних справ Словацької Республіки
У 2012—2016 рр. — Заступник посла, перший секретар, тимчасово очолював Посольство Словацької Республіки в Любляні
У 2016—2018 рр. — Головний державний радник, перший секретар/радник, Секретар відділу європейських справ
У 2018—2019 рр. — Голова Представництва Словацької Республіки в Тбілісі, Тимчасовий повірений у справах.
У 2019—2023 рр. — Надзвичайний і Повноважний Посол Словацької Республіки в Грузії.
У 2023—2024 рр. — генеральний державний радник, посол зі спеціальною місією в Україні канцелярії міністра Міністерства закордонних та європейських справ Словацької Республіки
З 25 червня 2024 року — Надзвичайний і Повноважний Посол Словацької Республіки в Україні.
5 липня 2024 року вручив копії вірчих грамот заступнику міністра закордонних справ України Євгену Перебийносу.
16 серпня 2024 року — вручив вірчі грамоти Президенту України Володимиру Зеленському.